# Luci Ninni Quadrat
Luci Ninni Quadrat (en llatí Lucius Ninnius Quadratus) va ser un magistrat i polític romà del segle i aC. Formava part de la gens Nínnia, una gens romana d'origen plebeu segurament procedent de la Campània.
Va ser elegit tribú de la plebs l'any 58 aC i es va oposar al seu col·lega Publi Clodi Pulcre que estava iniciant un procediment contra Ciceró. Quan Ciceró va ser desterrat, Luci Ninni va proposar un dia de dol per aquest fet, i als pocs dies ja va presentar una rogatio per fer tornar l'orador de l'exili. Aquell mateix any va dedicar una propietat de Clodi a Ceres.
L'any 56 aC es menciona Ninni juntament amb Marc Favoni com a opositor a la Lex Trebonia proposada per Gai Treboni i que prorrogava els governs provincials de Juli Cèsar, Gneu Pompeu i Luci Licini Cras. La darrera menció que es fa de Luci Ninni és l'any 49 aC quan en parla Ciceró.